# 1A科目
1A科目（いちエイかもく）とは、1994年の高等学校学習指導要領の施行によって設置されていた教科「理科」（物理、化学、生物、地学）の科目の1つである。

## 概要
大学入試センター試験の開始により、国公立大学にて文系の学部を受験する際にも5教科受験が必須となったため、理系で重要とされている計算部分を極力省いた科目構成になり、同時に理系受験に必要な従来の科目（1B、2）や、総合的に理科を学ぶ理科総合を設置。「1A科目」も「理科総合」も前身は旧課程における理科Iであり、文系のための教科であったが、専門分野の教員が1人で教えられることから、1A科目の方が多く学習されるようになった。文系でも、旧帝大ではセンター試験による選択をできないところが多い。
2003年の高等学校学習指導要領により、2002年度高等学校入学生徒で1A科目は廃止された（センター試験では2006年に限り旧課程履修者への措置として実施された）。
該当する範囲を学習するために、総合理科と1A科目を合わせた内容の理科総合が新たに設置された。